# Глусская, Ирина Михайловна
Ирина Миха́йловна Глу́сская (бел. Ірына Міхайлаўна Глуская; род. 23 августа 1960, Оренбург) — президент Самарской областной общественной организации белорусов и выходцев из Беларуси «Русско-белорусское братство 2000», член Совета по межнациональным отношениям при Губернаторе Самарской области, член Общественного совета при Самарской Губернской Думе, член Общественного совета по национальным вопросам городского округа Самара, член Общественного совета при Управлении МВД России по г. Самара.

## Биография
Ирина Михайловна Глусская родилась в белорусской семье кадрового офицера Советской армии, учитывая походную жизнь родителей, местом её рождения стал российский город Оренбург.
С ранних лет детей в семье  знакомили с белорусской культурой, традициями, обычаями и бережно передавали от поколения к поколению. Очень много знаний по национальной белорусской культуре сёстрам Ирине и Евгении передали их прабабушка Евдокия Михайловна Луцкевич, и бабушка Евгения Фёдоровна.
В Россию старшее поколение переехало из Минской области (Беларусь) села Забашевичи. Прадед  Фёдор Луцкевич большую часть своей жизни прослужил на военном корабле, а прабабушка Евдокия Михайловна считалась очень образованной женщиной в селе (имела по тем временам, аж 4 класса образования), была одним из организаторов проведения первого Всебелорусского съезда работниц и крестьянок, который состоялся 5 марта 1924 года в Минске.
По линии отца все корни с Могилёвской области. Свою фамилию Ирина Михайловна не стала менять даже в браке и дочь Светлана - продолжатель рода, тоже носит эту же фамилию. Семья гордится тем, что в Могилёвской области есть город Глуск, очевидно и фамилия предков как-то связана с его названием.
В 1974 году в связи с назначением отца к новому месту прохождения службы семья Глусских переехала в Самару (тогда г. Куйбышев), а Ирина Михайловна, окончив в 1987 году  юридический факультет Куйбышевского госуниверситета (ныне Самарский государственный университет), долгое время занималась юридической практикой. В 1997 году получила второе высшее образование, окончив Академию Гражданской Авиации в Санкт-Петербурге (ныне СПбГУ ГА) - факультет менеджмента и экономики.
В 1995 году баллотировалась в депутаты Государственной Думы Федерального Собрания Российской Федерации второго созыва, а в 2004 году - в депутаты Самарской городской Думы четвёртого созыва.
Решением Думы городского округа Самара № 393 от 13 февраля 2014 г. Ирина Михайловна Глусская утверждена членом общественного Совета по национальным вопросам городского округа Самара.
Распоряжением Губернатора Самарской области от 20.02.2015 № 85-р «О предоставлении Губернских премий в области культуры и искусства за 2014 год» в номинации «Музыкальное искусство» за популяризацию белорусской и русской культуры в Самарской области («Фестивали её души») — Глусская Ирина Михайловна удостоена Губернской премии в области культуры и искусства за 2014 год.
Указом Президента Республики Беларусь №122 за значительный личный вклад в популяризацию белорусского национального искусства, укрепление торгово-экономических, гуманитарных, культурных и научных связей между Республикой Беларусь и Российской Федерацией Ирина Михайловна Глусская 12 апреля 2017 года награждена медалью Франциска Скорины .

## Общественная деятельность
В 90-е годы Ирина Глусская активно занимается общественно-политической деятельностью. Во время одной из избирательных кампаний Константина Алексеевича Титова, возглавляла отдел по взаимодействию с национальными общественными объединениями, много общалась с представителями различных этносов, проживающих в Самарской области.
Получив опыт работы с людьми различных национальностей, проживающих в Самарском регионе, в 2000 году со своими соотечественниками – белорусами, выступила с инициативой, а затем и создала Самарскую областную общественную организацию белорусов  «РУССКО-БЕЛОРУССКОЕ БРАТСТВО 2000», которая все года является активным членом Федеральной национально-культурной автономии «Белорусы России».
В 2004 году учредила и начала ежегодно проводить в Самарской области фестивали-конкурсы искусств  «Единство» и «Беларусь — моя песня», последний из которых стал визитной карточкой Республики Беларусь и белорусского искусства на самарской земле. Ирина Михайловна занимает активную жизненную позицию, является одним из самых заметных руководителей организаций белорусов в российских регионах. Она содействует развитию торгово-экономических отношений Республики Беларусь и Самарской области, и  оказывает максимальное содействие деловым делегациям Республики Беларусь в ходе их визитов в данный российский регион. Общественные и политические деятели Самары и Самарской области, коллеги И.М. Глусской высоко оценивают её человеческие, деловые и профессиональные качества.
14 сентября 2004 года Самарская областная общественная организация «РУССКО-БЕЛОРУССКОЕ БРАТСТВО 2000» присоединилась к Коллективному соглашению о взаимодействии Самарской Губернской Думы и негосударственных некоммерческих организаций в нормотворческой деятельности, а президент организации Глусская Ирина Михайловна на основании решения областного законодательного собрания стала членом Общественного совета при Самарской Губернской Думе.
Приказом начальника Управления Министерства Внутренних Дел Российской Федерации по городу Самара №23 от 10 января 2017 года Глусская Ирина Михайловна утверждена членом Общественного совета при Управлении МВД России по г. Самара.
В апреле 2018 года, согласно Постановлению Губернатора Самарской области от 19.04.2018 № 56, Ирина Михайловна Глусская вошла в состав Совета по межнациональным отношениям при Губернаторе Самарской области.
В октябре 2018 года Ирина Михайловна Глусская возглавила творческую делегацию Самарского области на V Форуме регионов Беларуси и России. В её составе в город Могилёв отправились: многократный лауреат международных, всероссийских фестивалей и конкурсов белорусский вокальный ансамбль «Каданс» (художественный руководитель Инна Игоревна Сухачевская) СООО «РУССКО-БЕЛОРУССКОЕ БРАТСТВО 2000» и пять наиболее ярких мастеров декоративно-прикладного творчества Самарской области, которые представили такие направления, как лозоплетение, валяние, декоративная роспись по дереву, изготовление национальной куклы. Творческая делегация приняла участие в  работе выставки-ярмарки «Город мастеров» и концертной программе «Содружество культур - содружество народов» лучших творческих коллективов Беларуси и России, с 10 по 12 октября 2018 года в городе Могилёве.
В апреле  2019 года в рамках взаимодействия с исторической родиной Ирина Михайловна Глусская возглавила делегацию Самарской областной организации белорусов «Русско-Белорусское Братство 2000», которая с 7 по 13 апреля с рабочим визитом посетила столицу Республики Беларусь – город Минск.  В составе делегации были - Николай Иванович Бойко, руководитель пресс-службы и главный редактор журнала «Адзінства»/«Единство», Инна Игоревна Сухачевская, исполнительный директор организации.
В сентябре 2023 года Ирина Михайловна Глусская возглавила творческую делегацию Самарской областной общественной организации белорусов и выходцев из Беларуси «РУССКО-БЕЛОРУССКОЕ БРАТСТВО 2000», которая принимала участие в IV ФЕСТИВАЛЕ ИСКУССТВ БЕЛОРУСОВ МИРА, проходивший в Минске и регионах Республики Беларусь с 19 по 24 сентября 2023 года.

## Награды
- Почетная Грамота Уполномоченного по делам религий и национальностей - за активную общественную деятельность по сохранению и популяризацию белорусской культуры, национальных традиций и обычаев в Российской Федерации, сентябрь 2023 г.;[16]
- Нагрудный знак Министерства культуры  «За ўклад у развіццё культуры Беларусі» («За вклад в развитие культуры Беларуси»), приказ Министра культуры Республики Беларусь №101-К от 31 марта 2022 г.[17]
- Почетный знак Губернатора Самарской области «За вклад в укрепление дружбы народов», Постановление Губернатора Самарской области от 25.09.2020 №277 «О награждении»[18],
- Юбилейная медаль «100 лет дипломатической службе Беларуси», 20 сентября 2019 г.
- Медаль Франциска Скорины, Указ Президента Республики Беларусь №122 от 12 апреля 2017 г.[19]
- Почетная грамота Губернатора Самарской области, распоряжение Губернатора Самарской области №17-р от 13.01.2017 г.[20]
- Лауреат Губернской премии в области культуры и искусства за 2014 год, Нагрудный знак лауреата и  Диплом №0415, распоряжение Губернатора Самарской области от 20.02.2015 г.
- Почётная грамота за многолетний безупречный труд и выдающиеся заслуги перед городом Самара и Нагрудный знак I степени от Главы   городского округа Самара, Постановление Председателя Думы городского  округа Самара №1/46-пг от 08.07. 2015 г.
- Благодарственное письмо Думы городского округа Самара - За сохранение и популяризацию белорусской национальной культуры, укрепление межнациональных отношений и в честь 15-летия образования Самарской областной общественной организации белорусов «Русско-Белорусское Братство 2000» - Решение Совета Думы городского округа Самара №156 от 07.07.2015 г.
- Почётная грамота за многолетний безупречный труд и значительные заслуги перед городом Самара и Нагрудный знак II степени от Главы городского округа Самара, август 2014 г.
- Медаль «70 лет освобождения Республики Беларусь от немецко-фашистских захватчиков», июль 2014 г.
- Почетная грамота Думы городского округа Самара - решение Думы городского округа Самара № 411 от 27 марта 2014 г.
- Почётная грамота Министерства культуры Самарской области, декабрь 2013 г.
- Почётная грамота Самарской Губернской Думы за большой вклад в укрепление межнациональных отношений среди народов Самарской области — Постановление № 537 от 23 апреля 2013 года.
- Благодарность Посольства Республики Беларусь в Российской Федерации за большой личный вклад в сохранение и популяризацию белорусского культурного наследия в самарской области, укрепление дружбы между народами Беларуси и России, 23 августа 2015 года.
- Благодарность Посольства Республики Беларусь в Российской Федерации за активную деятельность, направленную на сохранение белорусской культуры, языка и традиций в Самарской области, укрепление дружбы между народами Беларуси и России, 6 апреля 2013 года.
- Почётная грамота и Нагрудный знак III степени от Главы городского округа Самара за многолетний безупречный труд на благо города Самара, август 2010г.
- Почётная Грамота Совета Министров Республики Беларусь За большой личный вклад в сохранение традиций белорусской культуры, укрепление культурных связей между Республикой Беларусь и Российской Федерацией, 18 марта 2010 года[21].
- Благодарность от Губернатора Самарской области 2010 г.
- Благодарность Посольства Республики Беларусь в Российской Федерации.3 июля 2007 г
- Почётная грамота Министерства культуры Республики Беларусь, 2007 г.
- Почётная грамота Комитета по делам религий и национальностей при Совете министров Республики Беларусь, 2006 г.
- Диплом Самарской Губернской Думы — Постановление № 1343 от 14.06.2005 г.
- Медаль «60  лет освобождения Республики Беларусь от немецко-фашистских захватчиков», июль 2004 г.
- Благодарность от Главы городского округа Самара